# Hlohová
Hlohová är en ort i Tjeckien.   Den ligger i regionen Plzeň, i den västra delen av landet, 110 km sydväst om huvudstaden Prag. Hlohová ligger 407 meter över havet och antalet invånare är 251.
Terrängen runt Hlohová är huvudsakligen platt, men söderut är den kuperad. Runt Hlohová är det ganska glesbefolkat, med 22 invånare per kvadratkilometer. Närmaste större samhälle är Domažlice, 14,7 km sydväst om Hlohová. Omgivningarna runt Hlohová är en mosaik av jordbruksmark och naturlig växtlighet.